# Hannocourt
Hannocourt är en kommun i departementet Moselle i regionen Grand Est (tidigare regionen Lorraine) i nordöstra Frankrike. Kommunen ligger i kantonen Delme som tillhör arrondissementet Château-Salins. År 2022 hade Hannocourt 15 invånare.

## Befolkningsutveckling
Antalet invånare i kommunen Hannocourt
| Referens: INSEE |